# Tobias Roth

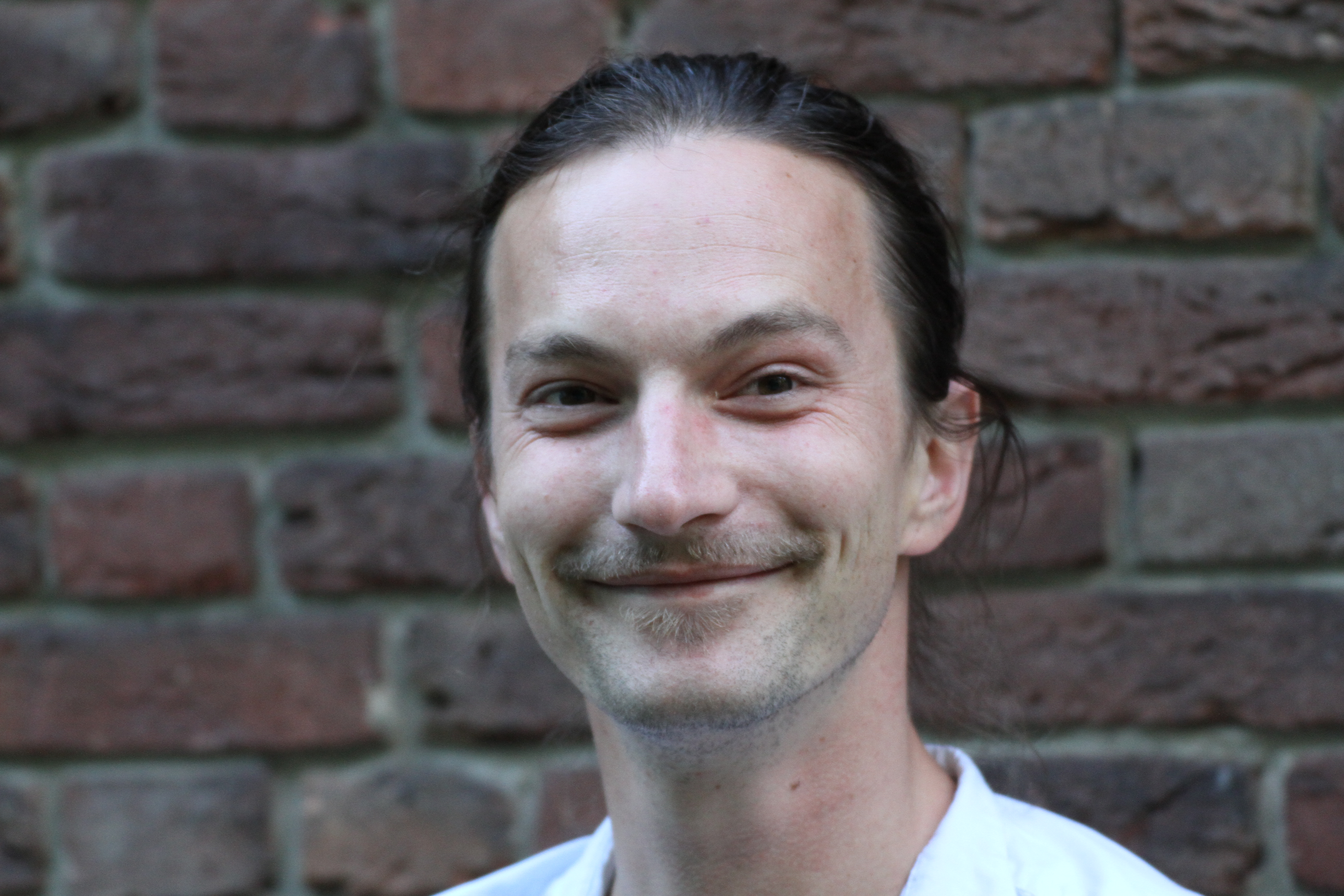
Tobias Roth auf dem Lyrikmarkt in Berlin 2016

Tobias Roth (* 1985 in München) ist ein deutscher Lyriker, Übersetzer und Essayist.

## Leben
Tobias Roth ist in München-Trudering aufgewachsen und zur Schule gegangen, wobei er zwischenzeitlich auch in Chartres lebte. Er studierte Deutsche Sprach- und Literaturwissenschaften und Kunstgeschichte an der Albert-Ludwigs-Universität Freiburg und Europäische Literaturen an der Humboldt-Universität zu Berlin. Von 2013 bis 2016 war er wissenschaftlicher Mitarbeiter im Sonderforschungsbereich 644 Transformation der Antike, 2017 wurde er mit einer Arbeit über die Sonette Giovanni Pico della Mirandolas an der HU promoviert.
Als Kulturjournalist war Tobias Roth von 2007 bis 2015 Mitarbeiter des Onlinefeuilletons klassik.com, zwischen 2009 und 2011 betreute er eine Seite zur zeitgenössischen Lyrik für Die Berliner Literaturkritik, für das Onlineportal fixpoetry.com konzipierte und betreute er 2013 die monatliche Reihe In Augenschein sowie 2014 die Reihe Dichtertotenbriefe. Seit 2013 veröffentlicht er Rezensionen und Essays im Lyrikportal Signaturen. Von 2011 bis 2017 war er Herausgeber der Berliner Renaissancemitteilungen.
Seit 2005 ist Tobias Roth Mitglied in der Mainzer Gesellschaft zur Förderung von Design, Kunst und Kommunikation e.V. und seit 2012 im Vorstand der Internationalen Wilhelm-Müller-Gesellschaft. Tobias Roth hat mehrere wissenschaftliche Schriften zu literaturhistorischen Themen veröffentlicht, tritt allerdings hauptsächlich als Lyriker, Übersetzer und Essayist in Erscheinung.
Gemeinsam mit Sophia Pompéry realisierte Tobias Roth im Sommer 2016 die Textinstallation Häuserzeilen, die vom Bezirksamt Mitte von Berlin gefördert wurde. Ein 1600 Meter langes Monostichon zog sich in fortlaufender Linie durch die Straßen von Berlin-Moabit, gemalt mit Schlämmkreide. Weitere Textinstallationen von Pompéry und Roth fanden 2020 im Rahmen des Seekult-Festivals in Friedrichshafen und 2022 in Berlin-Charlottenburg auf die Straße.
Tobias Roth ist Gründungsgesellschafter des Verlages Das Kulturelle Gedächtnis, dessen erstes Programm im Frühjahr 2017 erschien, und von der Stiftung Buchkunst 2017 und 2020 unter die Schönsten Deutschen Bücher des Jahres gewählt wurde. 2020,  2021 und 2024 wurde Das Kulturelle Gedächtnis mit dem Deutschen Verlagspreis ausgezeichnet, 2021 zudem mit dem Berliner Verlagspreis.  2025 erhielt der Verlag den V.O. Stomps-Preis der Landeshauptstadt Mainz.
Der 2018 erschienene Lyrikband Grabungsplan war eine der Lyrikempfehlungen, die die Deutsche Akademie für Sprache und Dichtung gemeinsam mit der Stiftung Lyrik Kabinett und dem Haus für Poesie Berlin in Zusammenarbeit mit dem Deutschen Bibliotheksverband jährlich zur Leipziger Buchmesse veröffentlicht.
Als Übersetzer nahm er am Versschmuggel im Rahmen des Poesiefestivals (2017) und bei der Poesie der Nachbarn im Künstlerhaus Edenkoben (2019) teil und war Mentor beim Hieronymus-Programm des Deutschen Übersetzerfonds (2018). Beim Poesiefestival 2020 kuratierte Roth den Dichterabend.  Seit 2025 ist er Teil des wissenschaftlich-künstlerischen Beirats der Schallaburg bei Melk.
Der von Roth ausgewählte, übersetzte und mit Erläuterungen versehene Foliant Welt der Renaissance erschien 2020 im Verlag Galiani Berlin. Die umfangreiche Anthologie stieß auf ein großes Medienecho und stand auf der Spiegel-Bestsellerliste und der Schweizer Bestsellerliste. Zudem wurde der von Hanne Mandik gestaltete Band von der Stiftung Buchkunst 2021 unter die Schönsten Deutschen Bücher des Jahres gewählt und Roth wurde für die Übertragung des Werks 2021 mit einem Bayerischen Kunstförderpreis ausgezeichnet. Damit ist er der erste Künstler, der diese Auszeichnung zweimal erhalten hat.
Seit 2021 gibt er Die grüne Reihe im SuKuLTuR-Verlag heraus.

## Bibliographie

### Werke
- Aus Waben. Gedichte. Verlagshaus Berlin, Berlin 2013, ISBN 978-3-940249-68-5.
- Tradition. Gänge um das Füllhorn. Verlagshaus Berlin, Berlin 2013, ISBN 978-3-940249-70-8.
- mit Julius Walther: Bayerische Biergartenordnung. Literarische Tischdecke 250×75 cm. Homunculus Verlag, Erlangen 2016, ISBN 978-3-946120-99-5.
- mit Asmus Trautsch und Melanie Möller: Ovid, Liebeskunst. In der Übersetzung von Hertzberg/Burger, überarbeitet und reich kommentiert. Galiani Verlag, Berlin 2017, ISBN 978-3-86971-153-9.
- Vorratsdatenruinen. 4 Schneisen, 1 Sonett, 1 Bild. SuKuLTuR, Berlin 2017, ISBN 978-3-95566-069-7.
- Die Sonette Giovanni Pico della Mirandolas (= Studia Romanica. Band 208). Universitätsverlag Winter, Heidelberg 2017, ISBN 978-3-8253-6792-3 (zugleich Dissertation, Humboldt-Universität zu Berlin 2016/2017).
- Grabungsplan. Gedichte. Verlagshaus Berlin, Berlin 2018, ISBN 978-3-945832-27-1.
- Grotesken von Sabbioneta. Langgedicht. Hirundo Press, Hamburg 2018, ISBN 978-3-9807172-7-4.
- mit Moritz Rauchhaus: Wohl bekam’s. In hundert Menus durch die Weltgeschichte. Verlag Das Kulturelle Gedächtnis, Berlin 2018, ISBN 978-3-946990-23-9.
- mit Daniel Bayerstorfer: Die Erfindung des Rußn. Epyllion. Mit einer Vorbemerkung von Jan Kuhlbrodt und Fotografien von Mathias R. Zausinger. Aphaia Verlag, München 2018, ISBN 978-3-946574-07-1.
- Welt der Renaissance. Galiani Verlag, Berlin 2020, ISBN 978-3-86971-205-5.
- Gärtnern mit Sprengstoff 1912–1929. Eine Collage (= Die grüne Reihe. Band 2). SUKULTUR, Berlin 2022, ISBN 978-3-95566-142-7.
- mit Moritz Rauchhaus: Die Wunderkammer der exzentrischen Küche. Verlag Das Kulturelle Gedächtnis, Berlin 2022, ISBN 978-3-946990-65-9.
- Welt der Renaissance: Neapel. Galiani Verlag, Berlin 2023, ISBN 978-3-86971-287-1.
- Welt der Renaissance: Florenz. Galiani Verlag, Berlin 2024, ISBN 978-3-86971-299-4.
- Welt der Renaissance: Rom. Galiani Verlag, Berlin 2024, ISBN 978-3-86971-307-6.
- Blume Deutsch Deutsch Blume. Die 305 wichtigsten Blumenvokabeln (= Die grüne Reihe. Band 12). SUKULTUR, Berlin/Hamburg 2024, ISBN 978-3-95566-180-9.

### Übersetzungen
- Bartolomeo Scappi: Ein Mittagessen im Vatikan am 17. Januar 1567. Übersetzt und mit einem Nachwort versehen von Tobias Roth. SuKuLTuR, Berlin 2015, ISBN 978-3-95566-049-9.
- Giovanni Gioviano Pontano: Baiae. Zwei Bücher Elfsilber. Lat./Dt. Übersetzt, kommentiert und mit einem Nachwort versehen von Tobias Roth, mit Illustrationen von Petrus Akkordeon. Verlagshaus Berlin, Berlin 2016, ISBN 978-3-945832-23-3.
- Angelo Poliziano: Sylva in scabiem – Wald aus Krätze. Lat./Dt. Übersetzt und mit einem Nachwort versehen von Tobias Roth. hochroth Verlag, Wien 2016, ISBN 978-3-902871-76-3.
- Voltaire: Der Fanatismus oder Mohammed. Tragödie, nebst Essais und Briefen Voltaires. Übersetzt und mit einem Nachwort versehen von Tobias Roth. Verlag Das Kulturelle Gedächtnis, Berlin 2017, ISBN 978-3-946990-02-4.
- Voltaire: Candide oder der Optimismus. Übersetzt und mit einem Nachwort versehen von Tobias Roth, mit Illustrationen von Klaus Ensikat. Officina Ludi, Großhansdorf bei Hamburg 2018, ISBN 978-3-946257-06-6.
- Erasmus von Rotterdam: Der sprichwörtliche Weltbürger. Eine Auswahl aus den Adagia. Übersetzt von Tobias Roth und Theresia Payr, herausgegeben und bevorwortet von Wolfgang Hörner und Tobias Roth. Verlag Das Kulturelle Gedächtnis, Berlin 2018, ISBN 978-3-946990-28-4.
- Patrick Guinand: Casanova in Dux. Übersetzt von Tobias Roth. Bühnen- und Musikverlag Hans Pero, Wien 2019.
- Michele Marullo: Der Sonne. Dem Mond. Übersetzt und benachwortet von Tobias Roth, mit 8 Linolschnitten von Petrus Akkordeon. Corvinus Presse, Berlin 2019.
- Stephen Greenblatt: Die Erfindung der Intoleranz. Wie die Christen von Verfolgten zu Verfolgern wurden. Übersetzt von Tobias Roth. Wallstein Verlag, Göttingen 2019, ISBN 978-3-8353-3575-2.
- Gaspard Kœnig: Das Ende des Individuums. Reise eines Philosophen in die Welt der Künstlichen Intelligenz. Übersetzt von Tobias Roth. Galiani Verlag, Berlin 2021, ISBN 978-3-86971-233-8.
- Voltaire: Gegen den Herrschaftsanspruch der Religionen. Die fünf Katechismen. Übersetzt und benachwortet von Tobias Roth. Verlag Das Kulturelle Gedächtnis, Berlin 2021, ISBN 978-3-946990-56-7.
- Gilles Clément: ABC. Übersetzt und benachwortet von Tobias Roth, mit einem Alphabet von Petrus Akkordeon (= Die grüne Reihe. Band 1). SuKuLTuR, Berlin 2021, ISBN 978-3-95566-140-3.
- Gilles Clément: Gärten des Widerstands. Übersetzt und benachwortet von Tobias Roth, illustriert von Petrus Akkordeon (= Die grüne Reihe. Band 4). SUKULTUR, Berlin 2022, ISBN 978-3-95566-149-6.
- Gaspard Koenig: Mit Montaigne auf Reisen. Abenteuer eines Philosophen zu Pferde. Übersetzt von Tobias Roth. Galiani Verlag, Berlin 2022, ISBN 978-3-86971-258-1.
- Giovanni Rossi: Socialismus der Seitenstreifen. Übersetzt und benachwortet von Tobias Roth, illustriert von Petrus Akkordeon (= Die grüne Reihe. Band 5). SUKULTUR, Berlin 2022, ISBN 978-3-95566-151-9.
- Gertrude Jekyll: Der Graue Garten. Hrsg.: Mit Photographien der Autorin. Übersetzt von Tobias Roth, illustriert von Petrus Akkordeon (= Die grüne Reihe. Band 7). SUKULTUR, Berlin/Hamburg 2023, ISBN 978-3-95566-155-7.
- Gilles Clément: Eine wiederverwertbare Raumzeit. Übersetzt und benachwortet von Tobias Roth, illustriert von Petrus Akkordeon (= Die grüne Reihe. Band 10). SUKULTUR, Berlin 2024, ISBN 978-3-95566-171-7.
- Anacharsis Cloots: Reden aus der Revolution 1790-1793. Herausgegeben, übersetzt und benachwortet von Tobias Roth. Verlag Das Kulturelle Gedächtnis, Berlin 2024, ISBN 978-3-946990-79-6.

### Herausgaben
- Marco Hillemann, Tobias Roth (Hrsg.): Wilhelm Müller und der Philhellenismus (= Schriften der Internationalen Wilhelm-Müller-Gesellschaft. Band 5). Frank & Timme, Berlin 2015, ISBN 978-3-7329-0177-7.
- Tobias Roth (Hrsg.): Lob der mechanischen Ente. Mit einem Nachwort von Anneke Lubkowitz und einer Titelillustration von Andrea Schmidt. SuKuLTuR, Berlin 2017, ISBN 978-3-95566-062-8.
- Helmut Pfeiffer, Irene Fantappiè, Tobias Roth (Hrsg.): Renaissance Rewritings (= Transformationen der Antike. Band 50). Walter de Gruyter, Berlin/Boston 2017, ISBN 978-3-11-052230-3.
- Giovanni Rossi: Cecilia. Anarchie und freie Liebe. Übersetzt von Alfred Sanftleben, hrsg. und benachwortet von Tobias Roth. Verlag Das Kulturelle Gedächtnis, Berlin 2018, ISBN 978-3-946990-18-5.
- Joseph von Hazzi: Realien aus der guten alten Zeit. Alltag und Elend im Herzogtum Bayern. Herausgegeben und bevorwortet von Tobias Roth. Homunculus Verlag, Erlangen 2019, ISBN 978-3-946120-19-3.
- Tobias Roth (Hrsg.): Gartenstadtbewegung. Flugschriften, Essays, Vorträge und Zeichnungen aus dem Umkreis der Deutschen Gartenstadtgesellschaft. Verlag Das Kulturelle Gedächtnis, Berlin 2019, ISBN 978-3-946990-35-2.
- Josef von Neupauer: Österreich im Jahre 2020. Herausgegeben und bevorwortet von Tobias Roth. Luftschacht Verlag, Wien 2020, ISBN 978-3-903081-50-5.
- Moritz Rauchhaus und Tobias Roth (Hrsg.): Feindflugblätter des Zweiten Weltkriegs. Verlag Das Kulturelle Gedächtnis, Berlin 2020, ISBN 978-3-946990-41-3.
- Tobias Roth (Hrsg.): Arche Kalender Natur & Literatur 2024. Arche, Zürich/Hamburg 2023, ISBN 978-3-7160-9422-8.
- Tobias Roth (Hrsg.): Arche Kalender Natur & Literatur 2025. Arche, Zürich/Hamburg 2024, ISBN 978-3-7160-0008-3.
- Bruno Frank: Lüge als Staatsprinzip. Erstmals aus dem Nachlass herausgegeben und bevorwortet von Peter Graf und Tobias Roth. Verlag Das Kulturelle Gedächtnis, Berlin 2024, ISBN 978-3-946990-84-0.

## Auszeichnungen
- 2024:  H. C. Artmann-Stipendium[22]
- 2021: Bayerischer Kunstförderpreis – Literatur für die Übersetzungsarbeit an Welt der Renaissance
- 2019: Sonderpreis der Gastronomischen Akademie Deutschland[23]
- 2018: Arbeitsstipendium für Florenz aus dem TOLEDO-Mobilitätsfonds[24]
- 2016: Aufenthaltsstipendium im International Writers’ and Translators’ House in Ventspils
- 2015: Bayerischer Kunstförderpreis
- 2013: Wolfgang-Weyrauch-Förderpreis beim Literarischen März in Darmstadt
- 2011: Preis des Buchhandels bei poet|bewegt in Chemnitz 2011
- 2010, 2012 und 2014: Nachwuchsautor der Literaturstiftung Bayern
- 2010: Autorenwerkstatt Prosa des Literarischen Colloquiums Berlin
- 2010: Stipendiat des Mannheimer Mozartsommers
- 2007, 2009 und 2011: Auszeichnungen von Texten im internationalen Essay-Wettbewerb der Goethe-Gesellschaft in Weimar